# Уссаковская, Мария Михайловна
Мария Михайловна Уссаковская (28 декабря 1871, Тобольск — 1947, Москва) — российский фотограф, державшая своё «Фотоателье М. М. Уссаковской» в Тобольске с 9 июля 1894 года, и считающая одной из первых женщин — фотографом в Тобольской губернии.

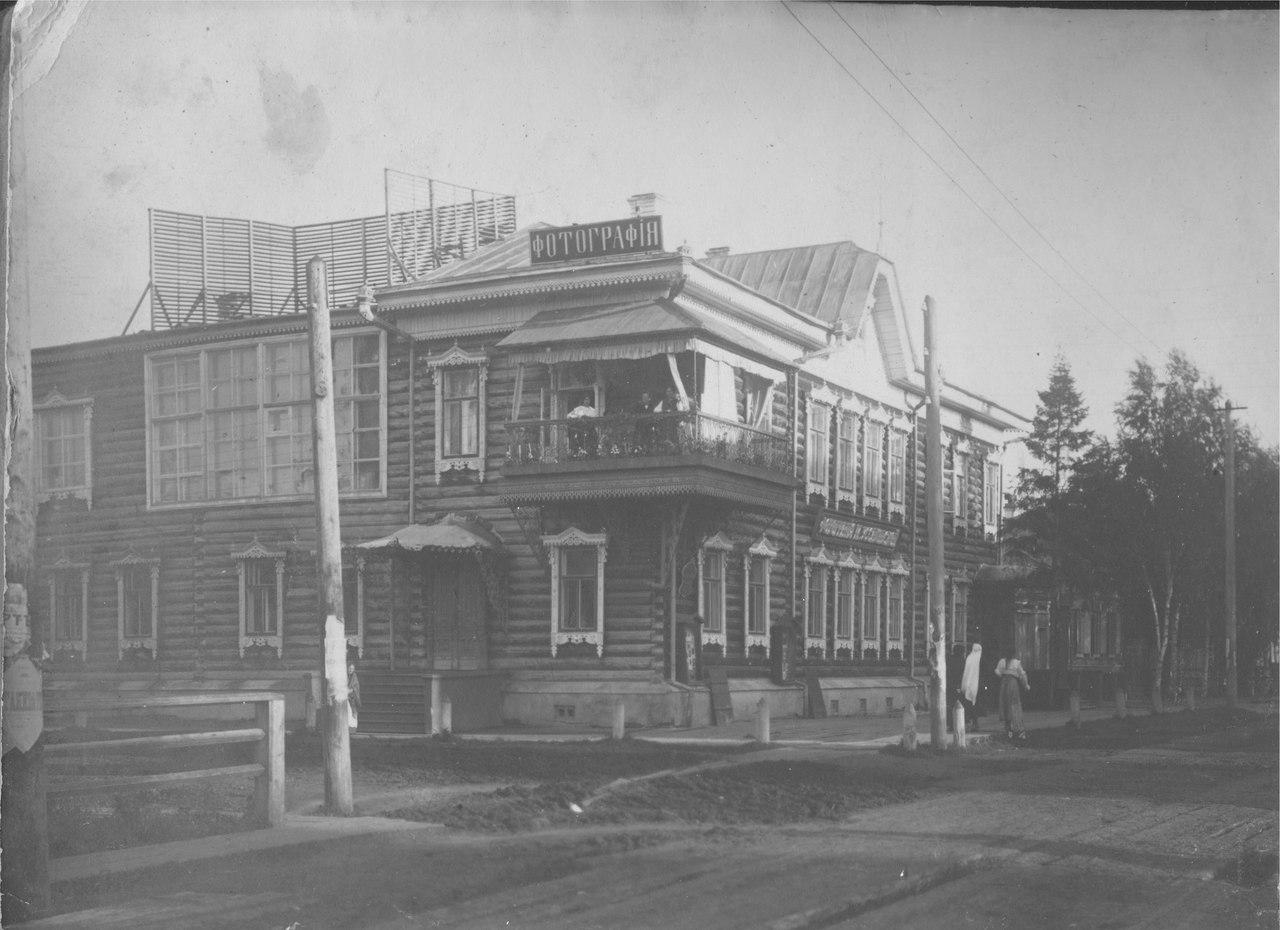
Фотография М.Уссаковской, улица Почтовая 15

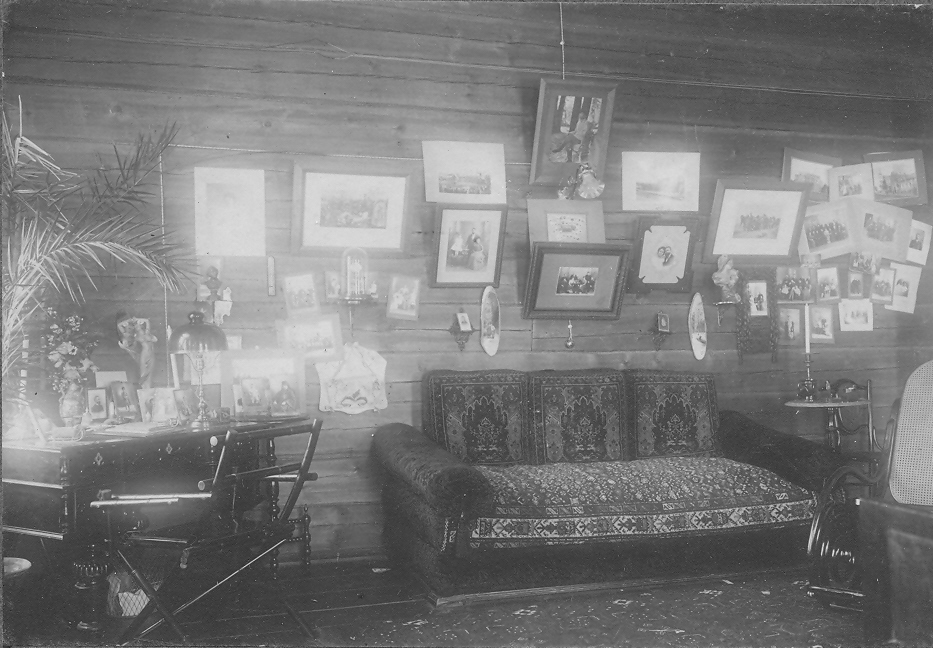
Внутреннее убранство дома Уссаковских

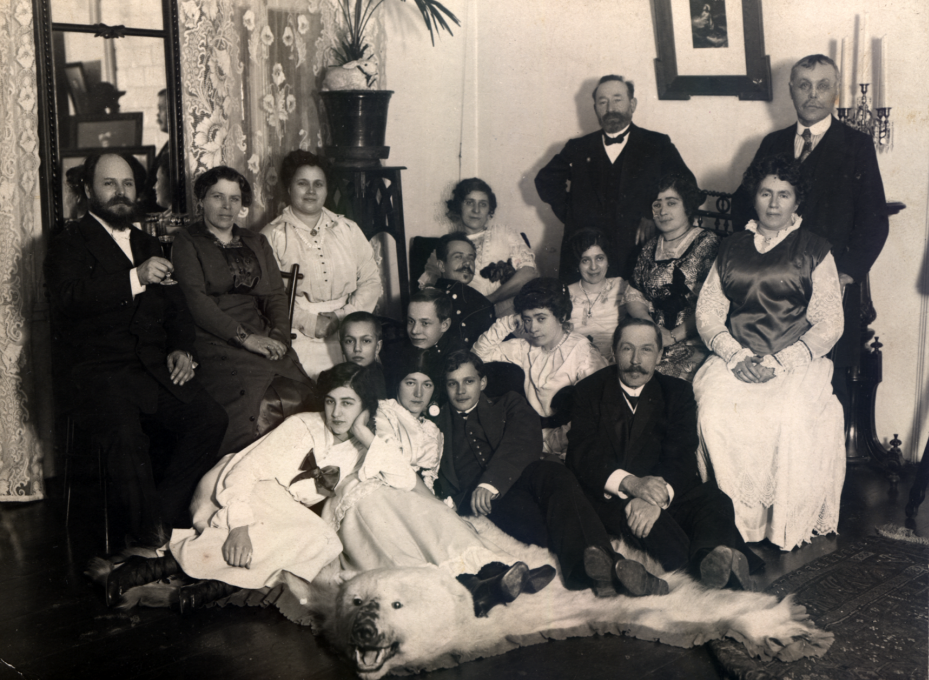
Гостинная дома Уссаковских

## Биография
Родилась 28 декабря 1871 года в семье статского советника Михаила Михайловича Петухова, сына священника, служившего председателем Тобольского губернского правлении в 1872—1888 годах, и Александры Матвеевной (урожденная Тарунина), из купеческого рода, умершей в 1882 году. У Марии были старшие братья Николай (23.02.1863), Вячеслав (14.09.1864) и Всеволод (19.09.1866). А от второго брака отца с Ольгой Николаевной Тельшевской (1856) были младшие сёстры Лидия (23.03.1886), Клеопатра (05.07.1889) и брат Борис (12.01.1892).
Мария Михайловна закончила Мариинскую женскую школу в Тобольске.
Мария Михайловна венчалась с младшим делопроизводителем Тобольского управления государственного имущества коллежским регистратором Иваном Константиновичем Уссаковским осенью 1893 года. В 1895 году молодожены уже проживали в благоприобретенном доме по улице Абрамовской, дом 27 в третьей части города Тобольска, который принадлежал Марии Михайловне. 8 декабря 1894 года у них родилась дочь Нина.

## Фотоателье М.Уссаковской
Иван Константинович являлся фотографом-любителем, который использовал передовые новшества фотографирования. Увлечение мужа захватило и Марию Михайловну. 9 июля 1894 года Мария Уссаковская получила разрешение тобольского губернатора на занятие фотографической деятельностью и содержание павильона за номером 392. Открытие Фотоателье М. Уссаковской состоялось зимой 1895 года. В марте 1895 года в городской газете «Сибирский листок» сообщалось, что «на днях госпожой М. Уссаковской получены усовершенствованные фотографические аппараты». В течение 1895—1910 годов Уссаковские принимали горожан в собственном доме по улице Абрамовской, в доме 27, а после 1910 года ателье переехало на угол улиц Большая Пятницкая и Почтовая, в доме 15 (улица Мира, 15). В газете «Сибирский листок» от 07.09.1910 года рекламное объявление сообщало, что фотография Марии Уссаковской переведена в собственный дом напротив почты. Павильон, дающий возможность делать вполне художественные снимки, был снабжен самыми лучшими фотографическими аппаратами и обновленный роскошный интерьер, разнообразный фотографический инвентарь и художественные атрибуты на любой вкус.
В Адрес-календаре Тобольской губернии за 1897 году была размещена рекламное объявление: «Фотография М. М. Уссаковской в Тобольске по Абрамовской улице в собственном доме принимает заказы на всевозможные работы: изготовление портретов, групп и карточек всех форматов, а также на исполнение видов и портретов на полотне, шёлковых и атласных материях. В продаже имеются виды города и окрестностей. Располагая хорошим подбором новейших светосильных объективов для портретов, групп и ландшафтов, самыми усовершенствованными аппаратами и художественными аксессуарами при ателье, фотография исполняет заказы аккуратно и по умеренным ценам. Принимаются для выполнения работы от господ любителей-фотографов». Согласно данным переписного листа 1897 года, Уссаковские взяли двух учеников.
Во время уральской экспедиции Д. И. Менделеева в село Верхние Аремзяны 3 июля 1899 года его сопровождал фотограф Иван Константинович, который сделал серию снимков. Комплект видовых открытых писем Фотоателье М.Уссаковской были использованы в книге «Уральская железная промышленность в 1899 году» (изображения Прямского взвоза в Тобольске, дом купцов Корниловых, здание старой мужской гимназии).
Во время своего пребывания в Тобольске весной 1914 года Г. Е. Распутин посетил «Фотоателье М.Уссаковской», где сфотографировался.
Во время пребывания в тобольской ссылке Романовы пользовались услугами «Фотоателье М. Уссаковской», многие сделанные негативы в то время, были закопаны Марией Михайловной в 1938 году в Большово, опасаясь ареста. 22 октября 1917 года Татьяна Николаевна Романова отправила З. С. Толстой открытку, на лицевой стороне которой был изображен Дом Свободы, снабдив послание объяснением: «бывший губернаторский дом, теперь так называемый Дом Свободы». До нас дошла лишь фотография, на которой изображены приближенные царской семьи в Тобольске: Е. А. Шнейдер, граф И. Л. Татищев, П. Жильяр, графиня А. В. Гендрикова, князь В. А. Долгоруков.

## Переезд в Подмосковье
12 января 1929 года Уссаковские были лишены избирательного права. Мария Михайловна пыталась восстановить свои права, но в июне 1931 года ей было окончательно отказано. 20 января 1932 года Тобольский горсовет принял решение в помещении фотоателье М. Уссаковской открыть фотографию Инвалидной кооперации, к которой перешло всё фотооборудование Уссаковских. В 1932 году Иван Константинович и Мария Михайловна покинули Тобольск и переехали со своим младшим сыном Виктором (28.09.1911—02.06.1981) в подмосковное Болшево. Иван Константинович умер в 1935 году и был похоронен на местном кладбище, на месте которого теперь находится жилой микрорайон Королева.
Умерла в 1947 году, похоронена на Донском кладбище города Москвы.